# جبال جورا

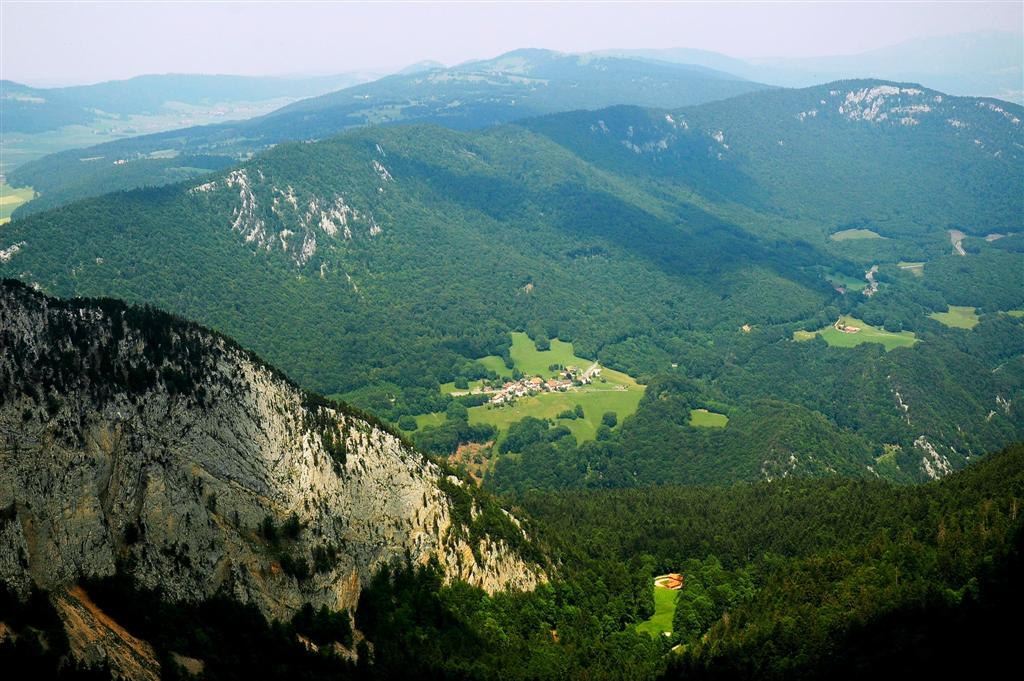
جبال جورا

جبال جُورَا (بالفرنسية: Massif du Jura، وبالألمانية: Juragebirge) سلسلة جبال تقع بين فرنسا وسويسرا وألمانيا.